# New Yorker (vêtements)
Ne doit pas être confondu avec The New Yorker.
 (septembre 2021).
New Yorker est une marque de mode internationale basée à Brunswick, en Basse-Saxe. Elle vise principalement le groupe des 12 à 39 ans.
En 1971, le premier magasin New Yorker a été ouvert à Flensbourg. En 2011, la société détenait près de 867 magasins dans 32 pays, dans chaque pays européen et également en Arabie saoudite ou au Maroc ainsi qu'aux Émirats arabes unis.
La société compte plus de 15 000 employés. En décembre 2006, l'entreprise atteint le premier milliard de ventes. La société est le sponsor de la compétition de dance Battle of the Year.
Les parfums New Yorker sont fabriqués par Mäurer & Wirtz.

## Sources
- Site officiel
- Notice dans un dictionnaire ou une encyclopédie généraliste :   - Den Store Danske Encyklopædi